# Dichlorfenylfosfin
Dichlorfenylfosfin je organická sloučenina se vzorcem C6H5PCl2. Používá se na přípravu fosfinů.
Dichlorfenylfosfin může být zakoupen nebo připraven elektrofilní substitucí benzenu chloridem fosforitým, přičemž jako katalyzátor slouží chlorid hlinitý.
Tato sloučenina je meziproduktem přípravy dalších látek, jako například dimethylfenylfosfinu:
C6H5PCl2 + 2 CH3MgI → C6H5P(CH3)2 + 2 MgICl
V McCormackově reakci reaguje dichlorfenylfosfin s dieny za vzniku chlorfosfoleniových iontů.